# Stupná (Křemže)
Stupná je vesnice, část městyse Křemže v okrese Český Krumlov. Nachází se asi 2 km na severozápad od Křemže. Je zde evidováno 62 adres.
Stupná leží v katastrálním území Křemže o výměře 22,01 km².

## Historie
První písemná zmínka o vesnici pochází z roku 1387.

## Pamětihodnosti
- Kaple
- Usedlost čp. 9